# César Urbaniak
César Urbaniak, né Czeslaw Urbaniak le 3 juillet 1913 à Herne (aujourd'hui en Allemagne, à l'époque dans le Royaume de Prusse), est un footballeur français d'origine polonaise. Il évoluait au poste d'arrière droit.

## Biographie
Urbaniak naît à Herne, une ville allemande de la Ruhr où ont immigré de très nombreux ouvriers de nationalité polonaise. Révélés à Calonne Ricouart (1930-1933) puis à l'US Auchel (1933-1935), un des principaux clubs amateurs du Nord, ses talents de footballeur lui permettent de devenir professionnel.
Après une saison à l'US Boulogne en D2, au cours de laquelle il est naturalisé français, il exerce en première division du championnat de France à partir de 1938, sous le maillot de l'Excelsior de Roubaix. Après guerre, il poursuit sa carrière au CO Roubaix-Tourcoing, dans lequel l'Excelsior a fusionné. Il y remporte le titre de champion de France en 1947 comme titulaire (il dispute 36 matchs dans la saison). Il termine sa carrière après une dernière saison au SC Hazebrouck.

## Carrière de joueur
- 1937-1938 :  US Boulogne
- 1938-1945 :  Excelsior de Roubaix (Équipe fédérale Lille-Flandres en 1943-1944)
- 1945-1949 :  CO Roubaix-Tourcoing
- 1949-1950 :  SC Hazebrouck

## Palmarès
- Champion de France de Division 1 en 1947 avec le CO Roubaix-Tourcoing
- 3e du Championnat de France de Division 1 en 1946 avec le CO Roubaix-Tourcoing